# Epharmottomena nana
Epharmottomena nana är en fjärilsart som beskrevs av Otto Staudinger 1884. Epharmottomena nana ingår i släktet Epharmottomena och familjen nattflyn. Inga underarter finns listade i Catalogue of Life.